# Quadricalcarifera paranga
Quadricalcarifera paranga är en fjärilsart som beskrevs av Sergius G. Kiriakoff 1970. Quadricalcarifera paranga ingår i släktet Quadricalcarifera och familjen tandspinnare. Inga underarter finns listade.